# Локакшема
Локакшема (लोकक्षेम) — кушанский (индо-скифский) буддийский монах II века, переводчик текстов махаяны на китайский язык. Локакшема прибыл в 147 году в Лоян в правление династии Хань и осуществил самые первые переводы буддийских сутр с санскрита на китайский, в частности «Сутру о запредельной премудрости в 8 000 строк» («Аштасахасрика-праджняпарамита-сутры», Божо дао син цзин), тем самым, положив начало распространению буддизма в Китае.
Основными терминами китайский переводов Локакшемы были «непань» (涅槃, нирвана), «боломидо» (парамита, переправа), «боже» (праджня). Также важное место его буддизме занимал культ Амитабхи, сутру которого он также перевел на китайский. Локакшема подчеркивает, что существа в своем стремлении к освобождению не одиноки, им помогают бодхисаттвы.
Этика Локакшемы сводится к следующим добродетелям-парамитам:
- милостивое даяние (бу ши = дана),
- воздержание (чи цзе = шила),
- терпимость (жэнь жу = кшанти),
- решимость (цзин цзинь = вирья),
- сосредоточение (чань дин = дхьяна)
- мудрость (бо же = праджня)[5]